# Antonia Pinelli
Antonia Bertucci-Pinelli, ou simplesmente, Antonia Pinelli, foi uma pintora italiana do período barroco. Ela nasceu em Bolonha e foi instruída em arte por Lodovico Carracci. Ela pintou algumas imagens para as igrejas; entre outras, o Anjo da Guarda para San Tommaso; e São Filipe e São Tiago para a igreja dedicada a esses santos. Mas sua obra mais celebrada foi um São João Evangelista para a Annunziata, pintado a partir de um projeto de Lodovico Carracci.

## Biografia
Antonia Pinelli nasceu em Bolonha, em data ainda desconhecida..
Ela foi uma das primeiras artistas femininas conhecidas em Bolonha. Aluna de Lodovico Carracci, «favorecida por ele pela sua singular modéstia, e pela sua particular inclinação e disposição para a pintura», manteve sempre uma relação de colaboração e estima mútua com o mestre. Carracci foi também seu mentor e protetor, enquanto Antonia Pinelli sempre o considerou uma referência artística, e nunca deixou de "cultivá-lo, venerá-lo e imitá-lo". Ela é descrita por Carlo Cesare Malvasia e Luigi Crespi como uma «mulher sábia»[4] e «mulher experiente».

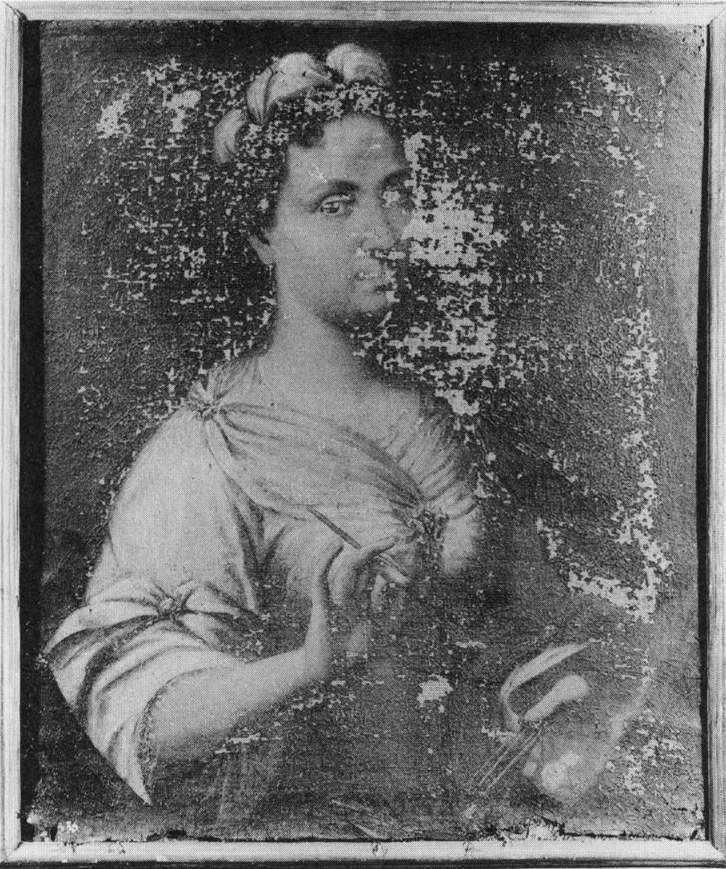
Antonia Pinelli - Autorretrato (c. 1614) - Conservatorio del Baraccano, Bologna

Como pintora, atuou principalmente no primeiro quartel do século XVII, ou na década de 1920, segundo outras fontes, e gozou de excelente reputação.